# شفايش
إشفَيْش أو شفايش (بالألمانية: Schweich) هي بلدة ألمانية تقع في ألمانيا في Schweich an der Römischen Weinstraße. يقدر عدد سكانها بـ 6,560 نسمة .

## المدن التوأمة
مدينة Murialdo هي مدينة توأمة لإشفَيس.